# Alpenus schraderi
Alpenus schraderi là một loài bướm đêm thuộc phân họ Arctiinae, họ Erebidae.